# Ukraines fodboldlandshold
Ukraines fodboldlandshold er det nationale fodboldhold i Ukraine, og det styres af Ukraines fodboldforbund. Landsholdet opstod, efter at Ukraine var blevet selvstændigt i 1990. Holdet har deltaget en enkelt gang i VM, nemlig i 2006, hvor holdet nåede kvartfinalen. Derudover har holdet deltaget en enkelt gang i 2012, hvor de dog ikke nåede længere end gruppespillet.